# 加拿大—白俄羅斯關係
加拿大-白俄罗斯关系（英语：Canada-Belarus Relations）是加拿大和白俄罗斯之间的外交关系。两国均为欧洲安全与合作组织的正式成员。

## 历史

### 友好
加拿大与白俄罗斯于1992年4月15日建立外交关系。白俄罗斯于1997年在渥太华开设大使馆。2006年以来，两国关系有了显著的加强。2016年12月，白俄罗斯外交部长马克伊与加拿大外交部长斯特凡·迪翁在德国汉堡欧安组织部长理事会会议框架内举行了一次会晤。同月，加拿大驻波兰兼驻白俄罗斯大使德玻尔向白俄罗斯总统亚历山大·卢卡申科递交国书。2017年12月，白俄罗斯外长马克伊、加拿大外长方慧蘭再次在维也纳欧安组织部长理事会会议间隙举行了会谈。
2017年2月及9月，白俄罗斯外交部副部长奥列格·克拉夫琴科（俄语：Олега Кравченко）先后两次访问加拿大。在其访问期间，两国举行了重要会议。并举行了第一届白俄罗斯-加拿大商业论坛。它由白俄罗斯工商会和加拿大商业协会举办。白俄罗斯外交部表示，此次访问也应成为加拿大驻明斯克大使馆开业的动力。但加拿大驻明斯克大使馆仍未开放。目前加拿大对白俄罗斯的相关事务由加拿大驻波兰大使馆兼轄。同年9月27日，白俄罗斯-加拿大政治磋商会议在明斯克举行。奥列格·克拉夫琴科与加拿大助理副外长斯蒂芬妮·贝克进行了会谈。

### 交恶
2020年，白俄罗斯举行总统选举引发大规模抗议后，加拿大全球事务部长商鵬飛对白俄罗斯选举后的暴力行为“深表关切”，认为白俄罗斯当局的行动“进一步削弱了投票的民主合法性”。 商鵬飛于8月17日表示，加拿大政府不接受白俄罗斯“欺诈性”总统选举的结果，并呼吁重新举行 “自由，公正”的选举。
2021年5月23日，针对白俄罗斯制造的瑞安航空4978號班機事件，加拿大外交部长馬克·加諾表示，这起事件是“对民航的严重干扰，是对媒体自由的明显攻击”。加拿大总理賈斯汀·杜魯多亦谴责白俄罗斯政府的行为“令人发指、非法和完全不可接受”并谴责白政府对民用航空的危险干涉。并表示将加强加拿大对白俄罗斯的制裁措施。不久后，白俄罗斯政府宣布该国将裁撤驻加拿大大使馆。白俄罗斯外交部长弗拉基米尔·马克伊则表示，白俄罗斯“有必要重新考虑先前的驻外机构活动构想”并“优化其活动”。该国将关闭一些“工作长期不能带来应有经济回报”的驻外使馆，同时考虑在一些有合作前景的地区扩大外交存在。白俄罗斯驻加拿大大使馆亦于同年7月10日停止提供受理签证申请、领事认证及换发护照等各类服务。9月1日，白俄罗斯关闭驻加拿大大使馆。